# Пенн, Дэн
Дэн Пенн (англ. Dan Penn, урождённый Уоллес Дэниел Пеннингтон англ. Wallace Daniel Pennington ; 16 ноября 1941 года, Вернон, Алабама, США ) — американский композитор, автор песен, продюсер, блюзовый гитарист. Номинант Blues Music Awards в номинациях «Исполнитель смежного жанра» (1995), «Песня года» (как автор песни «One Foot in the Blues») (1997) . Предпочитая оставаться в тени, в большей степени известен как автор песен, среди которых например хит Ареты Франклин «Do Right Woman, Do Right Man», чем исполнитель.

## Биография
Родился близ Вернона, Алабама в фермерском сообществе Моллой, недалеко от границы штата Миссисипи в 1941 году . Учился играть и петь слушая радиостанцию WLAC из Нэшвилла. В 1957 году семья переехала в Вернон, где Пенн начал играть с группой Benny Cagle and the Rhythm Swingsters. Женившись и переехав в 1962 в Масл-Шолс стал ведущим вокалистом местной R&B-группы The Mark V Combo, а позже собрал свою группу Dan Penn and the Pallbearers, которая существовала до 1964 года. В то же время работал на студии FAME как исполнитель в аккомпанирующей группе, автор песен и продюсер и в течение трёх лет был эксклюзивным автором для Fame Publishing Co .  В 1960 году на этой студии записал свой первый сингл «Crazy Over You» и в том же году сочинил первый хит «Is a Bluebird Blue?, который исполнил и записал Конвей Твитти. Успех в 1966 году песни «I’m Your Puppet» в исполнении James & Bobby Purify, достигшей шестого места в Billboard Hot 100 убедил Пенна в том, что сочинение песен — прибыльная и стоящая карьера. 
В 1966 году Дэн Пенн переехал в Мемфис, Теннесси, где начал работать в American Sound Studio. Недолгая работа в этой студии и сотрудничество с её владельцем Чипсом Моманом породили самые известные хиты Пенна: «The Dark End of the Street» Джеймса Карра (1967, в 2016 году включена в Зал славы Грэмми),  «Do Right Woman, Do Right Man» Ареты Франклин (1967), «The Letter» и  «Cry Like a Baby» The Box Tops (1968). После ухода из American Sound Пенн основал собственную студию в Мемфисе под названием Beautiful Sounds, которая просуществовал недолго. В дальнейшем Дэн Пенн продолжал писать песни, которые исполняли многие музыканты, среди них Дженис Джоплин, Сэм и Дейв, Перси Следж, Отис Реддинг, Уилсон Пикетт, Альберт Кинг, Бобби «Блу» Блэнд, Джерри Ли Льюис, Джо Кокер, Соломон Бёрк.
В середине 1970-х переехал в Нэшвилл. В 1973 году записал свой дебютный альбом, но следующий выпустил лишь более чем через 20 лет, в 1994 году, но альбом позволил ему претендовать на Blues Music Awards в номинации «Исполнитель смежного жанра», а также большое турне по всему миру. В 1997 году песня «One Foot in the Blues» соавторства Пенна, записанная Джонни Адамсом, претендовала на звание песни года. В дальнейшем Пенн записал ещё несколько альбомов, гастролировал, но так или иначе основной его деятельностью является работа в студии с другими музыкантами. 
В 2000 году Ирма Томас записала альбом My Heart's in Memphis: The Songs of Dan Penn, в который вошли 13 песен Дэна Пенна .
Живёт в Нэшвилле, где основал лейбл Dandy Records и студию записи. Член Зала славы музыки Алабамы (2013), член Зала славы музыки Мемфиса, член Зала славы авторов песен Нэшвилла (2024) .
«За свою более чем шестидесятилетнюю карьеру Пенн оставил неизгладимый след в популярной музыке как легендарный автор песен, бесстрашный продюсер и преступно недооцененный певец, смешивающий чёрный R&B и белую кантри-музыку с редкой компетенцией» .

## Дискография
- Nobody's Fool (1973)
- Do Right Man (1994)
- Moments From This Theatre (1999, запись концертов ноября 1998 года в Ирландии и Великобритании)
- Blue Nite Lounge (1999)
- Junk Yard Junky (2008)
- The Fame Recordings (2012), сборник
- The Complete "Live" Duo Recordings - Dan Penn & Spooner Oldham (2015)
- Close To Me: More Fame Recordings (2016), сборник
- Living On Mercy (2020)